# Корпорація Shimizu
Корпорація Shimizu (яп. 清水建設株式会社, Shimizu Kensetsu kabushiki gaisha) - архітектурна, цивільно-будівельна та генерально підрядна фірма.
Це сімейний бізнес, котируваний на біржах Токіо та Осаки, і є складовою індексу Nikkei 225.

## Про Сімідзу
Компанія названа на честь її засновника Кісуке Сімідзу, який народився в селі Коба, Еттю (тепер частина Тоями), і не має нічого спільного з колишнім містом Симідзу в префектурі Сідзуока. Кісуке Симідзу створив компанію в Едо (нині Токіо) в 1804 р.  з тих пір там знаходиться штаб-квартира.
Корпорація Shimizu є міжнародним генеральним підрядником, котирується на Токійській, Нагойській та Осакській фондових біржах та є складовою фондового індексу Nikkei 225.  Вона має мережу, що охоплює Азію, Європу, Північну Америку, Близький Схід та Африку.

## Пропоновані послуги
- Планування та консалтинг
- Розробка та фінансування
- Дизайн
- Будівництво
- Управління об'єктом
- Технічне обслуговування
- Ремонт
- Техніка та технології
- Дослідження та розробка [3]

## Помітні конструкції
Японія
- Національна гімназія Йойогі [1]
- Tokyo Bay Aqua-Line - тунель Aqua-Line та Уміхотару (штучний острів, що використовується як станція відпочинку на Aqua-Line)
- Станція Хаката
- Злітно-посадкова смуга D аеропорту Ханеда
- Вантажний термінал аеропорту Фукуока [4]
- Вежа-кокн [5]

Азія
- Міст Бай Чай
- Термінал 3 аеропорту Сінгапуру Чангі
- Малайзія – Сінгапур Друга ланка
- Міст Бінь
- Лінія Лучжоу (метро Тайпей)
- Станція THSR Тайнань

## Концепти мегапроектів
- Місячне генерування сонячної енергії - Місячне кільце (вироблення електроенергії за допомогою поясу сонячних елементів навколо місячного екватора) [6] [7]
- TRY2025 Екологічний острів (концепція ботанічного міста)
- Піраміда Мега-Сіті Сімідзу (масивна піраміда над Токійською затокою)
- Inter Cell City (стійке, екологічно свідоме місто)
- Космічний готель (космічний туризм)
- Місячні бази
- План міських геомереж (координація об’єктів надземних та підземних для підвищення ефективності)
- План Aqua-Net (пустельні канали)
- Спіраль океану (підводне місто) [8] [9]

## Дивитися також
- Space-based solar power[7]
- Desert greening[10]
- Seasteading[11]

## Зовнішні посилання
- Вікісховище має мультимедійні дані за темою: Корпорація Shimizu
- Проект корпорації Shimizu Green Float [Архівовано 7 листопада 2014 у Wayback Machine.]